# Мост Флее
Мост Флее (нем. Fleher Brücke) — стальной вантовый мост через Рейн в одноименном районе города Дюссельдорф — столицы федеральной земли Северный Рейн-Вестфалия (Германия). Мост соединяет Дюссельдорф с расположенном на левом берегу Рейна городом Нойс. По мосту проходит автобан № 46 (de:Bundesautobahn 46). Через мост ежедневно проезжает около 76 000 автомобилей (по данным 2005 года).

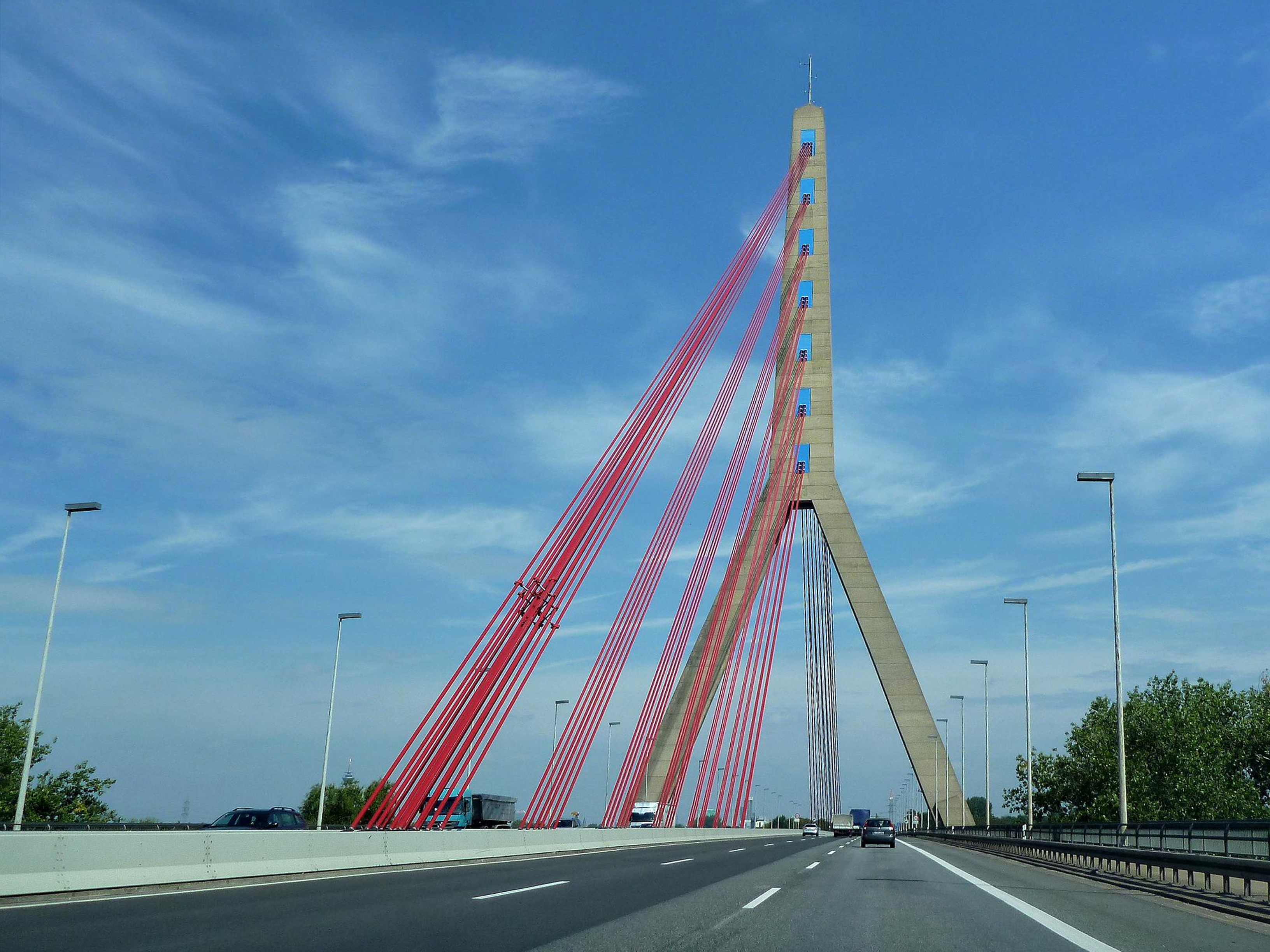
Пилон моста Флее

Проект моста выполнил кёльнский архитектор Герд Ломер (de:Gerd Lohmer). Проект пилона выполнил архитектор Герберт Шамбек (de:Herbert Schambeck). Строительство моста велось с 1976 по 1979 годы строительными компаниями «Koger» и «Kahmann».

Техническая экспертиза моста, выполненная в 2003 году выявила, что 9 из 96 вантов поражены коррозией и должны быть заменены. На это мероприятие было выделено 9,5 млн. евро, ещё 7,5 млн. Евро были выделены на комплекс мероприятий по защите всех конструкций моста от коррозии. Эти работы начались в июне 2006 года и полностью были завершены в сентябре 2010 года.

## Технические данные[6]
- Количество пилонов — 1
- Высота пилонов — 160 м
- Материал вантов — сталь
- Материал пилона — железобетон
- Материал полотна — сталь
- Количество вантов — 96
- Главный пролёт — 368 м
- Схема пролётов — 12×60.00 м — 59.25 м — 368.00 м
- Общая длина — 1 148 м
- Ширина моста — 41,7 м
- Ширина тротуаров — 2×2.75 м
- Толщина полотна — 3,8 м